# Шилыковское сельское поселение
Шилы́ковское се́льское поселе́ние — муниципальное образование в Лежневском районе Ивановской области Российской Федерации.
Административный центр — село Шилыково.

## Географические данные
- Общая площадь: ? км²
- Расположение: северная часть Лежневского района
- Граничит:
  - на севере и востоке — с Ивановским районом Ивановской области
  - на западе — с Тейковским районом Ивановской области
  - на юге — с Чернцким сельским поселением

## История
Образовано в соответствии с Законом Ивановской области от 25 февраля 2005 года № 44-ОЗ «О городском и сельских поселениях в Лежневском муниципальном районе».
23 октября 2014 года администрацией Чернцкого сельского поселения выдвинута инициатива об объединении муниципальных образований Чернцкого сельского поселения Лежневского муниципального района и Шилыковского сельского поселения Лежневского муниципального района Ивановской области.
Законом Ивановской области от 6 мая 2015 года № 36-ОЗ, Шилыковское и Чернцкое сельские поселения преобразованы, путём объединения, в Шилыковское сельское поселение с административным центром в селе Шилыково.

## Население
| 2002  | 2010  | 2011  | 2012  | 2013  | 2014  | 2015  |
| ----- | ----- | ----- | ----- | ----- | ----- | ----- |
| 1940  | ↘1836 | ↗1837 | ↗1860 | ↘1836 | ↗1843 | ↘1826 |
| 2016  | 2017  | 2018  | 2019  | 2020  | 2021  |       |
| ↗3100 | ↘3063 | ↘3062 | ↘2990 | ↘2945 | ↘2392 |       |

## Состав сельского поселения
| №  | Населённый пункт  | Тип населённого пункта       | Население |
| -- | ----------------- | ---------------------------- | --------- |
| 1  | Авдотцино Большое | деревня                      | ↘22       |
| 2  | Аладино           | деревня                      | ↘14       |
| 3  | Веснево           | деревня                      | ↘18       |
| 4  | Вятково           | деревня                      | ↘8        |
| 5  | Горшково          | деревня                      | ↘2        |
| 6  | Доронькино        | деревня                      | ↘0        |
| 7  | Дуброво           | деревня                      | ↘3        |
| 8  | Ефремово          | деревня                      | ↘18       |
| 9  | Жилкино           | деревня                      | ↘2        |
| 10 | Златоуст          | село                         | 73        |
| 11 | Игнатиха          | деревня                      | ↘17       |
| 12 | Красный Остров    | деревня                      | 11        |
| 13 | Кунятиха          | деревня                      | ↘1        |
| 14 | Ожерельево        | деревня                      | ↘5        |
| 15 | Осиновка          | деревня                      | ↘51       |
| 16 | Попцево           | деревня                      | ↘29       |
| 17 | Сосновка          | деревня                      | ↘5        |
| 18 | Стоянцево         | село                         | ↘38       |
| 19 | Ступкино          | село                         | ↘23       |
| 20 | Таковец           | деревня                      | ↘12       |
| 21 | Филипково         | деревня                      | ↘0        |
| 22 | Чернцы            | село                         | ↗918      |
| 23 | Шилыково          | село, административный центр | ↗1816     |

## Местное самоуправление
Администрация сельского поселения находится по адресу: 155125, Ивановская область, Лежневский район,с. Шилыково д.31.
Глава сельского поселения — И. И. Новиков .